# Aphis verbasci
Aphis verbasci är en insektsart som beskrevs av Franz Paula von Schrank 1801. Aphis verbasci ingår i släktet Aphis och familjen långrörsbladlöss. Inga underarter finns listade i Catalogue of Life.